# Elke Heinemann

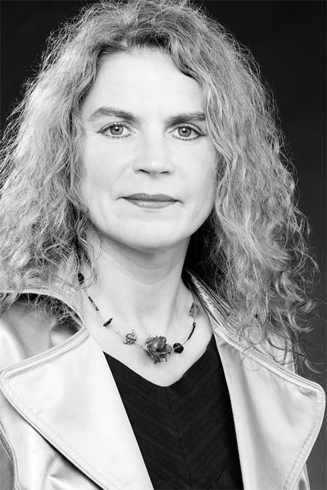
Elke Heinemann (2014)

Elke Heinemann (* 18. Februar 1961 in Essen) ist eine deutsche Schriftstellerin, Dichterin und Publizistin.

## Biografie
Elke Heinemann lebt als Schriftstellerin, Dichterin und Publizistin in Berlin und Venedig. Sie verfasst Romane, Kurzprosa, Lyrik, Essays, Hörspiele und Radio-Features. Für die FAZ schrieb sie von 2015 bis 2016 die Kolumne E-Lektüren. Sie ist Mitglied im Verband deutscher Schriftstellerinnen und Schriftsteller (VS), gehört dem PEN-Zentrum Deutschland an und ist Mitgründerin des PEN Berlin.
Elke Heinemann hat Komparatistik und Geschichte studiert, sie erhielt Studien- und Forschungsstipendien der Studienstiftung des deutschen Volkes und des DAAD in Grenoble und Oxford und promovierte nach dem Abschluss als Magister Artium am Peter-Szondi-Institut der Freien Universität Berlin bei Eberhard Lämmert mit einer Arbeit über den englischen Frühromantiker William Beckford. Sie ist Absolventin der Henri-Nannen-Schule für Journalismus in Hamburg und hat längere Zeit in Paris und London gelebt.

## Veröffentlichungen

### Bücher
- gewölk gestein gewässer. Gedichte. Deutsch/Italienisch. Aus dem Deutschen ins Italienische von Cristina Vezzaro, etcetera press berlin, Berlin 2025, ISBN 978-3-949-792-28-1
- Nachmittag einer Dichterin. Essays & Storys, Edition Isele, Eggingen 2023, ISBN 978-3861426370
- Fehlversuche. Kein Kinderbuch, edition taberna kritika, Bern 2018, ISBN 978-3-905846-47-8
- E-Lektüren. Kolumnen aus der Frankfurter Allgemeinen Zeitung, Frohmann Verlag, Berlin 2016, ISBN 978-3-944195-14-8
- Nichts ist, wie es ist. Kriminalrondo, Cividale Verlag, Berlin 2015, ISBN 978-3-945219-12-6
- KISS OFF. Bestseller in Echtzeit, Edition Nautilus, Hamburg 2008, ISBN 978-3-89401-577-0
- Der Spielplan. Ein Liebesroman, Edition Nautilus, Hamburg 2006, ISBN 978-3-89401-478-0
- Meret Oppenheim. Eine Portrait-Collage, Notiert und arrangiert von Elke Heinemann, Edition Nautilus, Hamburg 2006, ISBN 978-3-89401-528-2
- Babylonische Spiele. William Beckford und das Erwachen der modernen Imagination. Wilhelm Fink, München 2000, ISBN 978-3-7705-3495-1.

### Hörspiele und Features
- 2020 Briefe an einen Verstorbenen. Memorial für den Schriftsteller W.G. Sebald, WDR/SR/DLF
- 2020 Natur an Autorin - Autorin an Natur. #Strandgänge. Audioblog, WDR/BR
- 2017 Ezra Pound Reloaded. Was vom Dichter übrig bleibt. Nachgesang, NDR/WDR/DLF
- 2015 Bye Bye Book. Dichtung im digitalen Zeitalter, WDR/NDR/BR
- 2013 Helmut-Heißenbüttel-Homestory. Radioprojekt mit Ida Heißenbüttel, NDR/DLF/WDR
- 2012 Gefährliche Liebschaften II. Remix, Regie: Martin Zylka, WDR/BR
- 2011 Liebeskummerkunst. 6 Interventionen, WDR/DKult
- 2010 Wenn ich eine türkische Autorin wäre...  Erkundungen über Schreiben und Schweigen der Frauen in der Türkei, WDR
- 2008 Der Spielplan. Ein Liebesroman zum Hören, WDR
- 2007 Ernst Ludwig Kirchner – Inside Out. Hörbild nach Leben und Sterben eines Malers, DKult/WDR/RB (Hörspiel des Monats Juni)
- 2005 Warten auf ein Echo. Hommage an Meret Oppenheim, WDR (nominiert von der ARD für den Prix Italia 2006 in der Kategorie „Feature“)

## Auszeichnungen
- 1994 Stipendium des Berliner Senats im Künstlerhaus Schoß Wiepersdorf
- 1999 Förderpreis zum Literaturpreis Ruhr für die Essay-Collage Der neue Oberflächencode. Gedanken zu Wörtern und Bildern
- 2000 Hauptpreis der Floriana-Biennale für Literatur für Der Spielplan. Ein Liebesroman
- 2001 Nominiert für den Alfred-Döblin-Preis mit Der Spielplan. Ein Liebesroman
- 2002 Esslinger Bahnwärter-Stipendium für Literatur
- 2003 Nominiert für den Aspekte-Preis mit Der Spielplan. Ein Liebesroman
- 2006 Nominiert für den Mara-Cassens-Preis mit Der Spielplan. Ein Liebesroman
- 2006 ARD-Nominierung für den Prix Italia in der Sparte Radio-Feature mit Warten auf ein Echo. Hommage an Meret Oppenheim
- 2008 Nominiert für den Prix Italia mit Ernst Ludwig Kirchner – Inside Out. Hörbild nach Leben und Sterben eines Malers
- 2008 Hörspiel des Monats Juni der Deutschen Akademie der Darstellenden Künste für Ernst Ludwig Kirchner – Inside Out. Hörbild nach Leben und Sterben eines Malers
- 2009 Finalistin beim Limburg-Preis für Literatur mit der Erzählung KIND TÖTEN
- 2009 Nominiert für den Prix Europa mit Ernst Ludwig Kirchner – Inside Out. Hörbild nach Leben und Sterben eines Malers
- 2012 Alfred-Döblin Stipendium der Akademie der Künste Berlin[1]
- 2014 Finalistin bei der Floriana - Biennale für Literatur mit Fehlversuche. Kein Kinderbuch (Teilnahme außer Konkurrenz)
- 2015 Deutscher eBook Award in der Sparte "Fiction" für Nichts ist, wie es ist. Kriminalrondo
- 2016 Stipendium als Writer in Residence der Franz-Edelmaier-Residenz für Literatur und Menschenrechte in Meran
- 2018 Nominiert für den Preis der Hotlist mit Fehlversuche. Kein Kinderbuch
- 2018 Nominiert für den Internationalen Medienpreis Prix Marulić mit Ezra Pound Reloaded. Was vom Dichter übrig bleibt. Nachgesang
- 2018 Literaturpreis Ruhr für das Gesamtwerk[2]
- 2019 Gertrud-Kolmar-Preis (Shortlist)
- 2020/21 Stipendium der VG WORT im Rahmen des BKM-Programms NEUSTART KULTUR
- 2022 Stipendium als Writer in Residence der BKM im Deutschen Studienzentrum in Venedig[3]
- 2022 Visiting Writer im Internationalen Künstlerhaus Villa Concordia in Bamberg[4]
- 2023 SCIVIAS-Literaturpreis (Shortlist)
- 2023 Bad Godesberger Literaturpreis für gewölk. modifikationen i-xxvi
- 2025 Poet in Residence des multidisziplinären Projekts RAMDOM im KORA - Centro del Contemporaneo, Castrignano de' Greci (Lecce), Apulien